# Leśniczówka (Poniatowa)
Leśniczówka – część miasta Poniatowa w Polsce położona w województwie lubelskim, w powiecie opolskim. Leży w północno-zachodniej części miasta, wzdłuż ulicy o nazwie Leśniczówka.

## Historia
Leśniczówka to dawna kolonia. W latach 1867–1954 należała do gminy Karczmiska w powiecie nowoaleksandryjskim / puławskim, początkowo w guberni lubelskiej, a od 1919 w woj. lubelskim. Tam 14 października 1933 weszła w skład gromady o nazwie Leśniczówka  w gminie Karczmiska, składającej się z samej kolonii Leśniczówka.
Podczas II wojny światowej Leśniczówkę włączono do Generalnego Gubernatorstwa (dystrykt lubelski, Kreis Pulawy). W 1943 roku liczba mieszkańców wynosiła 182. Po wojnie ponownie w województwie lubelskim, jako jedna z 31 gromad gminy Karczmiska w powiecie puławskm.
W związku z reformą znoszącą gminy jesienią 1954 roku, Leśniczówkę włączono do nowo utworzonej gromady Poniatowa. 13 listopada 1954 gromada Poniatowa weszła w skład nowo utworzonego powiatu opolsko-lubelskiego w tymże województwie.
1 stycznia 1956 gromadę Poniatowa zniesiono w związku z nadaniem jej statusu osiedla, przez co Leśniczówka stała się integralną częścią Poniatowej. 18 lipca 1962 Poniatowa otrzymała prawa miejskie, w związku z czym Leśniczówka stała się obszarem miejskim.
1 stycznia 1973, w związku z kolejna reformą administracyjną kraju, Leśniczówkę (121 ha) wyłączono z Poniatowej, włączając ją do nowo utworzonej gminy Poniatowa. W latach 1975–1979 należała administracyjnie do województwa lubelskiego.
Samodzielność Leśniczówki utrzymała się niecałe siedem lat, bo już 1 grudnia 1979 włączono ją z powrotem do Poniatowej.